# Années 1750
Les années 1750 couvrent la période de 1750 à 1759.

## Événements
- 1749-1754 : deuxième guerre carnatique. Poursuite de la rivalité franco-britannique en Inde. Le britannique Robert Clive, victorieux à la bataille de Plassey, impose l'hégémonie britannique aux Indes. Le gouverneur de Pondichéry Dupleix, jugé trop ambitieux, est renvoyé par la Compagnie française des Indes orientales et remplacé par Charles Godeheu qui traite avec la Compagnie britannique des Indes orientales[1].
- 1749-1753 : guerre anglo-micmac en Nouvelle-Écosse[2].
- 1751 : les Chinois rétablissent l'ordre au Tibet et réorganisent leur protectorat[3].
- 1753-1756 : guerre des Guaranis contre les Portugais à qui les Espagnols on cédé une partie des missions du Paraguay[4].
- 1754-1757 : guerre civile en Dzoungarie. Le Khanat dzoungar est annexé par la Chine (1757). En 1759, La Kasgharie, vassale des Dzoungars, est annexée à la Chine sous le nom de Xinjiang (« nouvelle marche »)[5].
- 1754-1760 : guerre de la Conquête déclenchée entre colons français et britanniques pour le contrôle de la vallée de l'Ohio ; Montréal capitule en 1760[6].
- 1755 : tremblement de terre de Lisbonne[7].
- 1755-1762 : déportation des Acadiens[6].
- 1756-1763 : guerre de Sept Ans[6].
- 1757-1763 : troisième guerre carnatique en Inde. Les Français de Lally-Tollendal capitulent à Pondichéry, puis perdent toutes leurs possessions dans le Sud de l’Inde[8].
- 1757 : sac de Delhi par les Afghans[9].
- 1759 : les Jésuites sont expulsés du Brésil afin de casser leur puissance économique et leur influence politique[7].
- Vers 1750 : fondation de l’État de Dosso par les Zarma du clan de Taguru et naissance de la dynastie des Zarmakoy, dans le Dallol Bosso (ouest du Niger actuel)[10].
- Treize Colonies :
  - soulèvement des fermiers de la vallée de l’Hudson (État de New York) dans les années 1750 et 1760 contre les grands propriétaires[11].
  - à partir de 1750, l’essor de la population coloniale impose de trouver de nouvelles terres à l’ouest, ce qui entraîne des conflits avec les Indiens. Les prospecteurs fonciers de l’Est font leur apparition dans la vallée de l'Ohio, sur le territoire d’une confédération de tribus, la « Covenant Chain », dont les Iroquois sont les porte-parole[11].
  - parution de 400 pamphlets indépendantistes de 1750 à 1776 dans les Colonies britanniques d'Amérique[11].

## Personnages significatifs
- Alaungpaya
- John Byng
- Joseph François Dupleix
- Louis XV
- Marie-Thérèse d'Autriche